# 聖巴勃羅縣
聖巴勃羅縣（西班牙語：Cantón de San Pablo），是哥斯達黎加的縣份，位於該國中北部，由埃雷迪亞省負責管轄，首府設於聖巴勃羅，面積7.53平方公里，海拔高度1,200米，2011年人口27,671人，人口密度每平方公里3,674.77人。